# Красноярська духовна семінарія
Красноярська духовна семінарія — вищий навчальний заклад Красноярської єпархії Відомства православного сповідання Російської імперії, що діяв з 1895 по 1920 роки і готував священно-і церковнослужителів.

## Історія
Після заснування в 1861 році Єнісейської єпархії, єпископ Никодим Казанцев звернувся до Святійшого Синоду з клопотанням про відкриття духовної семінарії в Красноярську. Відповідь була негативною: «Відкласти відкриття семінарії до того часу, коли будуть на увазі достатні на той засоби».
Перша будівля була відкрита в 1884 році.
Майже через тридцять років, коли необхідні кошти були знайдені, за клопотанням єпископа Акакія Заклинського, відкриття семінарії було затверджено 2 квітня 1894 імператором Олександром III, а 4 вересня 1895 року, в трьох двоповерхових дерев'яних будинках на ділянці землі, що належала раніше золотопромисловцю Микиті Федоровичу М'ясникову почала свої заняття Красноярська семінарія. Проведений після цього 25-й єпархіальний з'їзд духовенства обрав комісію з будівництва нової будівлі духовної семінарії.
У 1895 році міська дума Красноярська передала ділянку на березі Єнісею за міським садом Красноярському духовному правлінню для спорудження будівлі Красноярської духовної семінарії.
У 1896-1899 роках здійснювалося проектування. Автором проекту став архітектор Євген Львович Морозов, а керував будівництвом єнисейский губернський архітектор Олександр Олександрович Фольбаум. 11 червня 1900 року відбулося освячення місця, а в листопаді почалися будівельні роботи, які тривали аж до 1903 року.
Триярусна будівля Красноярської духовної семінарії була побудована з цегли в староруському (допетровському) стилі — еклектиці.
КДС забезпечувала високий рівень богословської та загальнокультурної освіти. У 1912 році тут навчалося 126 учнів.
У 1914 році при семінарії була побудована цегляна церква, що примикала зі сходу до триповерхової будівлі семінарії та освячена на честь Архангела Михаїла. Після революційних подій 1917 року купола цієї церкви були розібрані.
У 1917–1920 роках в будівлі розташовувалося центральне бюро Красноярських профспілок.
У липні 1919 року приміщення духовної семінарії були віддані в розпорядження армії Колчака, а сама семінарія переїхала в Єпархіальне жіноче училище, де перебувала до закриття її більшовиками в 1920 році.

## Ректори
- Костянтин Олексійович Успенський (1895—1897)
- протоієрей Микола Петрович Асташевскій (1897—1914)
- архімандрит Кирило (1914-?)
- архімандрит Димитрій Вологодський (1919—1920)